# Hôtel Tassin de Villiers
L'hôtel Tassin de Villiers est un hôtel particulier du XVIIIe siècle situé à Orléans, dans le département du Loiret en région Centre-Val de Loire.

## Géographie
Situé au 1 bis rue Bretonnerie, il est voisin de l'Hôtel Tassin de Montcour situé lui au 3 de la même rue.

## Histoire
Il est inscrit monument historique en 2015 puis classé en  2025.